# Гусинка (приток Мажицы)
Гусинка — река в Тверской области России. Протекает по территории Удомельского района. Устье реки находится в 13 км по правому берегу реки Мажицы. Длина реки составляет 13 км.

## Данные водного реестра
По данным государственного водного реестра России относится к Верхневолжскому бассейновому округу, водохозяйственный участок реки — Молога от истока и до устья, речной подбассейн реки — Реки бассейна Рыбинского водохранилища. Речной бассейн реки — (Верхняя) Волга до Куйбышевского водохранилища (без бассейна Оки).
Код объекта в государственном водном реестре — 08010200112110000005958.

### Притоки (км от устья)
- 6,8 км: река Хорьковка (лв)